# Projekty vlakotramvají na Ostravsku
Vlakotramvaje na Ostravsku jsou společným rysem několika projektů či záměrů, které mají řešit dopravu v ostravské algomeraci. Navazují na tradici úzkorozchodných příměstských drah v oblasti. Uvažuje se o tramvajích, které by mohly přecházet z ostravské městské tramvajové sítě na celostátní železniční síť.
Na Ostravsku je tato myšlenka reálnější než v okolí jiných českých měst s tramvajovou dopravou, protože ostravská tramvajová síť jako jediná v republice používá kolejnice s profilem podobným železničnímu a tomu odpovídají i okolky tamějších tramvají. Využít lze i některé ze zdejší rozsáhlé sítě železničních tratí (včetně vleček).

## Trať Ostrava – Orlová
Uvažuje se především o trati Ostrava – Orlová. Orlová je největším městem v Česku bez veřejné kolejové dopravy. Na základě zadání Českých drah zpracovala firma DIPRO projekt vlakotramvajového spojení. Nový systém měl plně nahradit autobusovou dopravu a přímo obsloužit orlovské části Lutyně a Poruba.
Byly prověřovány 4 základní směrové varianty:
- „sever“ - přes Bohumín a Dolní Lutyni s využitím tratě Přerov–Bohumín
- „střed“ – přes Heřmanice a Rychvald s využitím tratí OKD, Dopravy v úseku Heřmanice - Rychvald - Orlová-Město, která v úseku Rychvald – Orlová bývala celostátní dráhou ČSD
- „jih A“ – přes Michálkovice s využitím Báňské dráhy OKD, Dopravy
- „jih B“ – nová trať přes Radvanice a Petřvald

Provozní hlediska i hlediska stavebních nákladů vedla k volbě varianty „střed“. Byla zvažována jak varianta společného provozu osobní i nákladní dopravy na jednokolejné trati s výhybnami, tak varianta s rozšířením stávajícího železničního spodku, po němž by byly vedeny samostatně dvě jednokolejné tratě, jedna jen pro nákladní dopravu a druhá (s výhybnami) jen pro vlakotramvaje. Návrhová rychlost vlakotramvajové tratě mimo zastavěné území byla 80 km/h a minimální poloměr oblouku 190 m, ve městě rychlost 50 km/h a minimální poloměr oblouku 50 m. Vzdálenost výhyben měla v celé trase umožňovat interval 7,5 minuty, V běžném provozu se počítalo v meziměstském úseku s minimálním intervalem 15 minut, v městském úseku v Orlové navíc s vloženými spoji.
V Ostravě byly zvažovány dvě varianty zakončení: buď zapojení do železniční stanice Ostrava hlavní nádraží, nebo vedení novou tramvajovou tratí v Muglinovské ulici a napojení na stávající městskou tramvajovou síť u zastávky Sad Boženy Němcové. V takovém případě se předpokládala přechodnost vozidel a rozdělení spojů z Orlové do dvou linek podle toho, kam by v Ostravě pokračovaly.
V Orlové bylo navrženo vedení Slezskou ulicí přes Porubu a Masarykovou třídou přes Lutyni. I v této části trasy měla být trať jednokolejná s výhybnami, v zastavěném území se zatravněným krytem traťového svršku s maximálním možným odhlučněním. Zastávky měly být v místech dosavadních zastávek autobusů. Trať měla být zakončena v prostoru tehdejšího autobusového nádraží u zastávky Lutyně, poliklinika, kde se počítalo i s vybudováním parkoviště P + R. Na začátku a na konci Orlové byl navržen terminál pro přestup na nekolejovou dopravu.
Navržen byl provoz dvousystémových elektrických vozidel (600 V / 3000 V stejnosměrného napětí) o šířce 2,65 metru s podlahou ve výšce 350 mm nad temenem kolejnice. Základní jednotka měla mít délku 40 metrů (kapacita 170 cestujících), pro provoz v období nižších přepravních nároků a pro vložené spoje v Orlové byly určeny kratší jednotky o délce 20 metrů (kapacita 75 cestujících). Projekt mohl být upraven i pro variantu jednosystémových vozidel, ať už elektrických tramvají, nebo lehkých železničních vozidel nezávislé (zřejmě dieselové) trakce.

## Trať Ostrava – Hlučín
Dřívější spojení tramvajovou tratí bylo napojeno na ostravskou síť v roce 1950, v roce 1982 však byla tramvajová trať zrušena, a na jejím tělese byla vybudována silnice I/56.
Myšlenka na obnovení dopravy lehkou kolejovou dopravou mezi Ostravou a Hlučínem přes Petřkovice (Ostrava) a Ludgeřovice se objevila v Generálním dopravním plánu města Ostravy v roce 1997 z iniciativy Generálního ředitelství Českých drah. Bylo by tak možné spojení bez přestupu z Hlučína až na sídliště Dubina v jižní části Ostravy. V roce 2004 byla dokončena studie, která potvrzovala užitečnost takového projektu. Obtížně překonatelnou se však jevila výše nákladů na výstavbu, která byla odhadnuta na 2 miliardy Kč, a spory byly i o to, který subjekt by měl stavbu z veřejných peněz financovat, zda města, kraj, či stát.

## Trať Ostrava – Havířov
Myšlenky na zavedení vlakotramvají mezi Ostravou a Havířovem byly zatím jen velmi teoretické a jejich realizace je málo pravděpodobná. Předpokládaly by využití nynější železniční tratě mezi oběma městy a vybudování nové tramvajové tratě od nádraží Havířov Hlavní a Dlouhou třídou.